# Cyperus polystachyos
Cyperus polystachyos (лат.) — травянистое растение, вид рода Сыть (Cyperus) семейства Осоковые (Cyperaceae). Вид широко распространён в тропических и субтропических регионах по всему миру, иногда расширяя ареал в регионы с умеренным климатом. В Неотропиках распространён как сорняк на газонах.

## Ботаническое описание
Cyperus polystachyos — корневищное многолетнее или однолетнее травянистое осоковидное растение высотой от 0,15 до 0,6 м. Цветёт между летом и зимой зелёно-коричневые цветками. Стебли жёсткие толщиной от 1 до 3 мм, гладкие с треугольным сечением. Листья очень узкие, от 1 до 4 мм, напоминающие траву и часто образуют пучки у основания растения. Соцветие — нерегулярное скопление на кончике стебля с коричневыми шипами, под которыми находится от трёх до шести зелёных листовых прицветников.

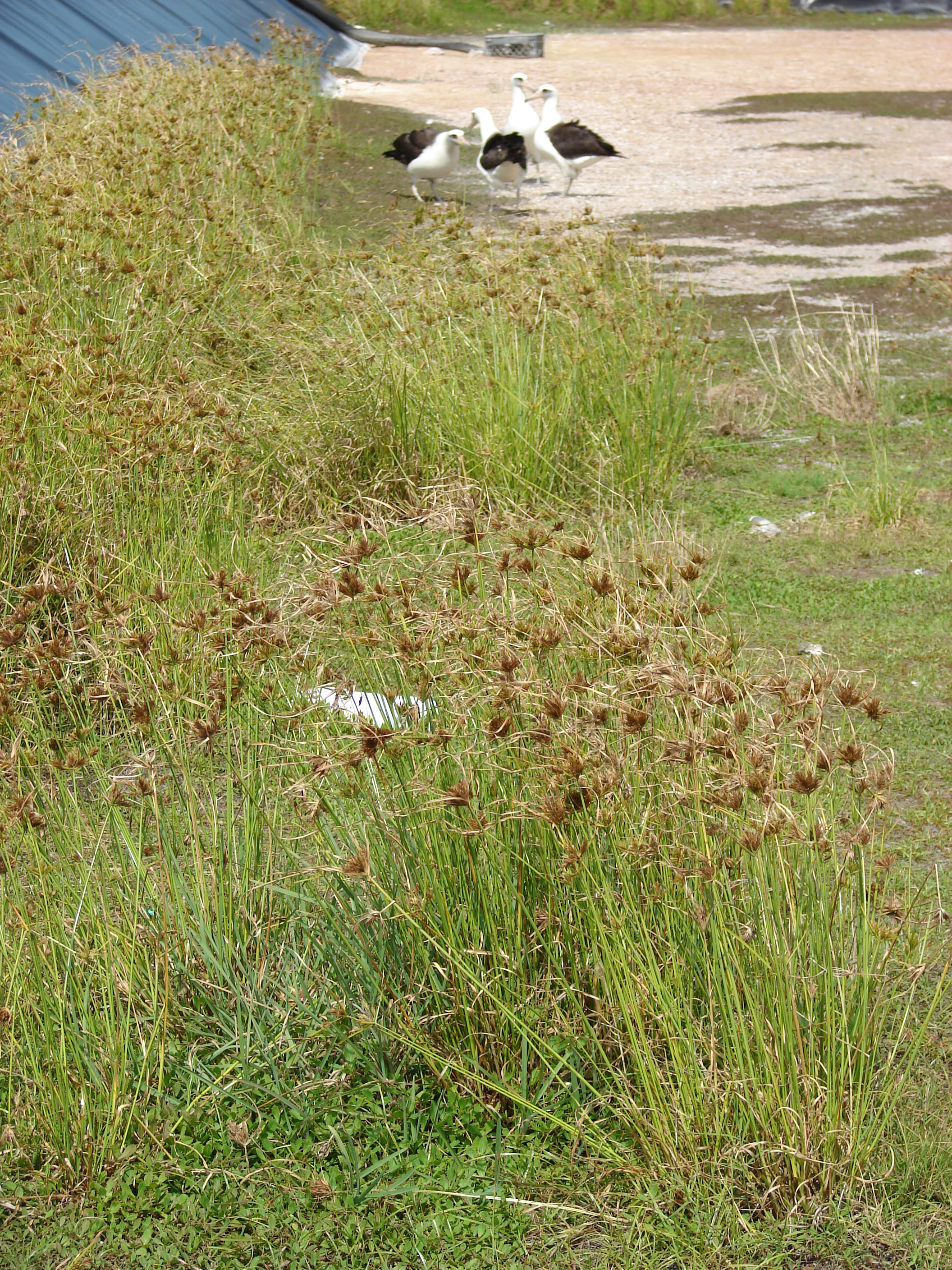
В природе
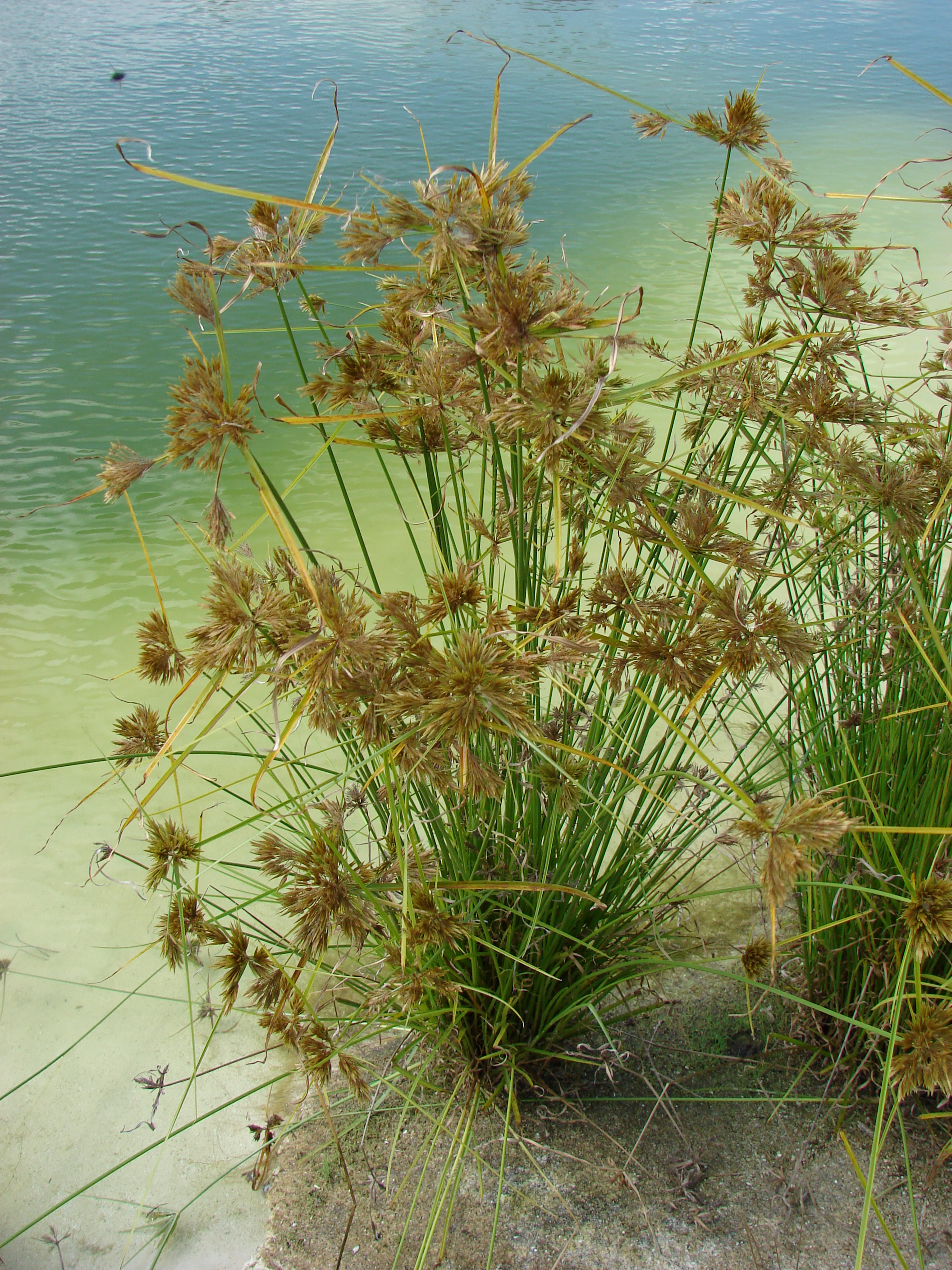
Общий вид
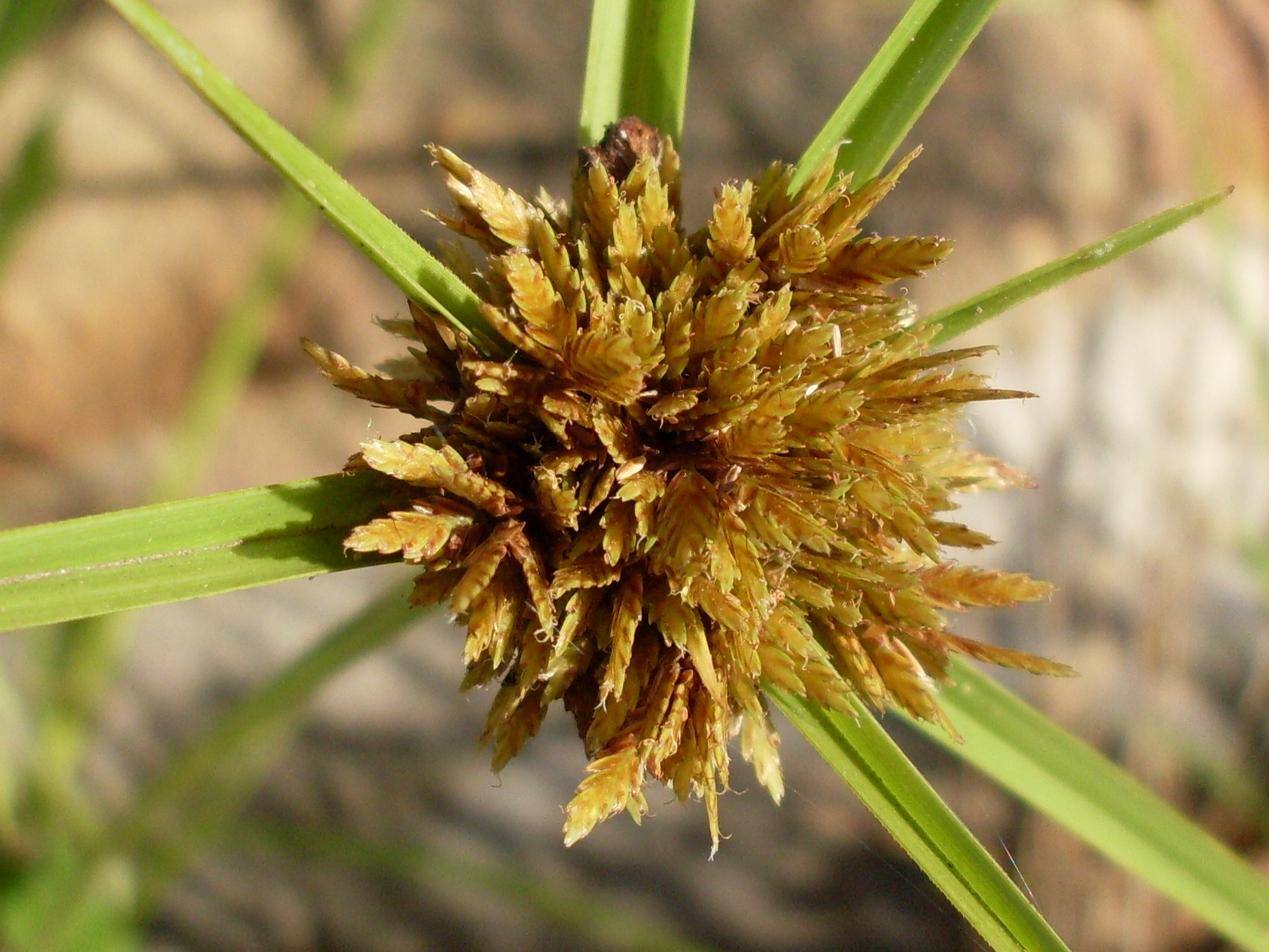
Соцветие

## Распространение и местообитание
Этот вид широко распространён в тёплом климате в тропических и субтропических регионах по всему миру и встречается от уровня моря до высоты около 1 тыс. м над уровнем моря. Произрастает вдоль рек и ручьёв в различных экосистемах от тропических лесов, лесов мелалеука, виноградных зарослей, эвкалиптовых лесов и болот в различных лесных и лугопастбищных районах, в том числе в солёных болотах на берегу океана.
В США ареал тянется от Техаса до штата Мэн. В Австралии C. polystachyos встречается в основном на побережье, к северу от Перта в Западной Австралии и через Северную территорию, Квинсленд и Новый Южный Уэльс.

## Охранный статус
Вид классифицирован как вызывающий наименьшие опасения.